# 織田孝一
織田 孝一（おだ こういち、1959年〈昭和34年〉1月26日 - ）は、日本のフリージャーナリスト、コピーライター。柏原織田家の当主。祖父は織田信大。織田信和の長男。戦国武将の織田信長とは血縁関係はない。学歴は学習院大学法学部卒業。学位は法学士（学習院大学）。

## 経歴
織田信長の次男である信雄の五男高長の末裔。ただし、曽祖父信親は養子であるため、信長と血縁関係はない。
1981年（昭和56年）3月、学習院大学法学部を卒業後、広告プロダクションに就職し、コピーライターとなる。
1989年に独立し、フリーとなる。主に経済雑誌に記事を書いている。
田部井昌子著『現代に生きる戦国武将の智恵』（出版文化社、2000年〈平成12年〉）の出版に際しては対談に応じ、織田家の歴史などを語っている。